# Цыган-премьер (оперетта)
«Цыган-премьер» (нем. Der Zigeunerprimas) — оперетта известного венгерского композитора Имре Кальмана. Автор либретто — актёр и помощник режиссёра Карлтеатра Юлиус Вильгельм. Премьера оперетты состоялась 11 октября 1912 года в венском театре Иоганна Штрауса, где заглавную партию исполнил Александр Жирарди. Эта роль стала последней крупной театральной работой знаменитого актера.
Прообразом главного героя послужил реально существовавший скрипач Поли Рац (1822-1885).
«Цыган-премьер» — третья оперетта Кальмана и первая, написанная им специально для венской публики. Премьеры двух первых оперетт Кальмана, «Татарское нашествие» (венг. Tatárjárás, 1908) и «Отпускной солдат» (венг. Az obsitos, 1910), состоялись в Будапеште на венгерском языке и лишь затем были перенесены на венскую сцену под названиями «Осенние маневры» (нем. Ein Herbstmanöver, 1909) и «Хороший товарищ» (нем. Der gute Kamerad, 1911).
Бродвейская постановка этой оперетты под названием Sari в 1914 году выдержала 151 представление и, по существу, открыла имя Кальмана для американской публики, т. к. «Осенние маневры», поставленные на Бродвее в 1912 году под названием The Gay Hussars, не имели успеха — спектакль прошёл всего 44 раза.

## Действующие лица
- Пали Рач (венг. Rácz Pali), цыганский скрипач, лирический баритон
- Феккети (венг. Fekete Jószka), старый друг Пали, баритон
- Зари (венг. Sári), дочь Пали, сопрано
- Юлишка (венг. Juliska), воспитанница Пали, лирическое сопрано
- Лачи Рач (венг. Laczi), сын Пали, лирический тенор
- Гастон Ирини, молодой граф, лирический тенор
- Кадо, слуга Гастона, тенор или баритон
- Граф Эстрагон, известный меценат, владелец уникальной коллекции музыкальных инструментов, баритон[6]
- Муштард, хранитель коллекции графа Эстрагона, баритон
- Барон фон Шлезвиг, шеф Тайной полиции
- Поручик Лямке, помощник шефа Тайной полиции
- Франц-Иосиф, император Австро-Венгрии[7]
- Императрица, супруга Франца-Иосифа
- Графиня Ирини, мать[8] Гастона, разговорная роль

## Сюжет
Время действия — 1900-е годы.

### Первый акт
Дом Пали Рача, известного скрипача и руководителя цыганского оркестра. Когда поднимается занавес, Пали сожалеет об ушедшей молодости, в то время как его старшая дочь Сари накрывает стол для большой семьи (у Пали 16 детей). Пали заботит судьба сына Лачи, тоже скрипача, предпочитающего однако цыганским мелодиям «серьезную» музыку. Пали опасается, что сыну для успеха недостает таланта. Кроме того, Пали, сам того не подозревая, соперничает с Лачи за сердце племянницы Юлишки. Юлишка, будучи обрученной с Пали, тайно любит Лачи. Эти обстоятельства приводят к конфликту Пали с сыном. К старому скрипачу прибывает с визитом его друг и поклонник граф Гастон Ирини. Граф надеется убедить Пали выступить в Париже с концертом для короля Массилии. Пали и рад бы выступить, но неприятные воспоминания о несчастной любви удерживают его от возвращения в Париж. Лачи вызывается поехать вместо отца, чем вызывает гнев старого цыгана. В сердцах, Пали подписывает контракт.

### Второй акт
Парижский особняк графа Ирини. Пали приехал в Париж и готовится к концерту. Неожиданно прибывает Лачи, встречается с Юлишкой и они клянутся друг другу в любви. Пали обнаруживает сына, и снова дает волю гневу. Начинается концерт, Пали не могут нигде отыскать, и Лачи выступает вместо отца. Слушатели награждают выступление Лачи овацией. Опоздавший к началу Пали тоже аплодирует сыну, они примиряются. Но следующее за этим выступление самого Пали не находит поддержки у публики.

### Третий акт
Дом графини Ирини, бабушки Гастона. Гастон рассказывает графине и её друзьям о своей любви к Сари. Прибывает Сари и также признается графине, что любит её внука. Кроме того, Сари открывает графине правду о взаимоотношениях Пали, Лачи и Юлишки. Появляется Пали и узнает в графине свою старую возлюбленную. Он отказывается от Юлишки в пользу сына и, понимая, что его время ушло, собирается сжечь свою скрипку Страдивари. Графиня останавливает его, и Пали дарит скрипку сыну.